# Pocket Symphony
Pocket Symphony – piąty studyjny album francuskiego duetu Air. Miał premierę w marcu 2007. Na płycie znajdują się utwory nagrane wspólnie z Jarvisem Cockerem i Neilem Hannonem, a także nagrane z udziałem tradycyjnych japońskich instrumentów: koto i shamisenu. Za oprawę graficzną albumu odpowiadał Xavier Veilhan. Pierwszym wydanym singlem promującym płytę był "Once Upon a Time".

## Spis utworów
1. "Space Maker" – 4:02
2. "Once Upon a Time" – 5:02
3. "One Hell of a Party" – 4:02
4. "Napalm Love" – 3:27
5. "Mayfair Song" – 4:18
6. "Left Bank" – 4:07
7. "Photograph" – 3:51
8. "Mer Du Japon" – 3:04
9. "Lost Message" – 3:32
10. "Somewhere Between Waking and Sleeping" – 3:35
11. "Redhead Girl" – 4:33
12. "Night Sight" – 4:20

## Twórcy
- Tony Allen – perkusja
- David Richard Campbell – aranżacja instrumentów smyczkowych
- Jarvis Cocker – głos ("One Hell Of A Party")
- JB Dunckel – syntezatory, pianino, głos, piano Rhodesa, pad, wibrafon, syntezator basowy, sample, automat perkusyjny, ksylofon, Glockenspiel
- Nicolas Godin – gitary, bas, koto, automat perkusyjny, shamisen, syntezator Mooga, tamburyn, Glockenspiel, głos, pianino, syntezatory, syntezator basowy, ARP String Ensemble, perkusja,
- Neil Hannon – głos
- Magic Malik – flet
- Joby Talbot –  aranżacja instrumentów smyczkowych, dyrygowanie
- Joey Waronker – perkusjonalia